# Steijn van Heijningen
Steijn van Heijningen (Leiderdorp, 28 de janeiro de 1997) é um jogador de hóquei sobre a grama neerlandês.

## Carreira
Van Heijningen começou a jogar no seu clube local Alecto, onde jogou toda a sua carreira juvenil. Ele então jogou um ano pelo Leiden durante a temporada 2015-16. Depois disso, ele se juntou ao HGC. Depois de seis anos no HGC, ele os deixou para Rotterdam.
Steijn van Heijningen fez sua estreia pela seleção nacional júnior em 2016 durante um torneio de quatro nações em Hannover. Mais tarde naquele ano, ele passou a representar a equipe na Copa do Mundo Júnior da FIH em Lucknow, terminando em sétimo lugar.
Após sua estreia, Van Heijningen retornou à seleção nacional júnior em 2017 para o Campeonato EuroHockey Júnior em Valência, Espanha. No torneio, ele ganhou uma medalha de ouro. Van Heijningen fez sua estreia sênior pela Oranje em 2021 durante a terceira temporada da FIH Pro League. Ele foi oficialmente nomeado para a seleção nacional sênior em 2022.
Nos Jogos Olímpicos de Verão de 2024, em Paris, conquistou a medalha de ouro no torneio masculino do hóquei sobre a grama, após vencer na final confronto contra a equipe alemã por pênaltis.